# 犬猫 (2001年の映画)
『犬猫』（いぬねこ）は、井口奈己監督・脚本・編集による2001年の日本のドラマ映画。
構想から撮影、編集までに約3年が費やされた。2001年、第23回ぴあフィルムフェスティバルにて企画賞を受賞。2002年、中野武蔵野ホールにてレイトショー公開される。井口は本作で第12回日本映画プロフェッショナル大賞の新人監督賞を受賞した。

## キャスト
- 小松留美
- 塩野谷恵子
- 鈴木卓爾
- 川原啓介
- 阿部美奈子
- 小林花よ
- 矢口史靖
- 猫田直
- 内屋敷保
- 関口里織